# İlter Türkmen
Pour les articles homonymes, voir Türkmen.
İlter Türkmen né le 8 novembre 1927 à Istanbul et mort le 6 juillet 2022 à Istanbul, est un diplomate et homme politique turc.

## Biographie
Il termine ses études secondaires au lycée de Galatasaray et est diplômé de la faculté des sciences politiques de l'université d'Ankara.
Il rejoint le ministère des Affaires étrangères en 1949. En 1967, il est vice-secrétaire général du ministère. Il est ambassadeur de Turquie auprès de Grèce (1968-1972), de l'Union Soviétique (1972-1975), de France (1988-1991), représentant permanent auprès de l'ONU à New York (1975-1978 et 1985-1988) et à Genève (1983-1985). Il est haut conseiller du ministre des Affaires étrangères (1978-1980) et secrétaire général du ministère (1980). Après le coup d'État de 1980, il devient ministre des Affaires étrangères (1980-1983). Entre 1991-1996, il est commissaire général de l'Office de secours et de travaux des Nations unies pour les réfugiés de Palestine dans le Proche-Orient (UNRWA).
Aux élections législatives de 1995, il est candidat d'Izmir de MHP.